# 法属圭亚那议会
圭亚那议会（法語：Assemblée de Guyane）是法国单一领土集体法属圭亚那的立法机关，实行一院制，由55名议员组成。
法属圭亚那议会是在法属圭亚那的政治地位由“海外大区”和“海外省”改制为“单一领土集体”后创设的。2016年1月1日，第一届圭亚那议会正式成立，取代此前的圭亚那大区委员会和圭亚那省委员会，作为法属圭亚那新的立法机关。